# Stephanastus polinae
Stephanastus polinae (лат.) — ископаемый вид насекомых из монотипических семейства Stephanastidae и отряда Skleroptera, близкого к отряду жесткокрылые. Каменноугольный период, Алье, Франция (около 300 млн лет,
гжельский век, Комментри).

## Описание
Длина 28,0 мм, размер переднего крыла 25,5×7,5 мм, тело латерально сжато. С жуками его сближают склеротизированные надкрылья и особенности жилкования (отчасти редуцированная жилка Sc, выпуклая RA, вогнутая и простая RP, жилка M менее выпуклая, чем жилки R и CuA), вертлуги короткие, тазики не вступающие. От веерокрылых и жесткокрылых отличается строением груди (отсутствует боковой киль переднегруди) и крыльев (основания передних крыльев узкорасставленные, анальные области очень мелкие, пришовная анальная жилка отсутствует). Отряд Skleroptera рассматривается в качестве стем-группы для всей клады (или надотряда) Coleopterida, в которую он включён как субклада: Coleopterida = {Skleroptera + (Coleoptera + Strepsiptera)}. Вид был впервые описан в 2013 году российским энтомологом Александром Георгиевичем Кирейчуком (Зоологический институт РАН, Санкт-Петербург) и французским палеоэнтомологом Андре Нелем (André Nel; Национальный музей естественной истории, Париж). Видовое название дано в честь Полины А. Кирейчук, а имя отряда Skleroptera образовано от сочетания двух слов: «skleros» (твёрдый) и «pteron» (крыло).